# Момчетата от Медисън авеню
„Момчетата от Медисън авеню“ (на английски: Mad Men) е американски драматичен сериал по идея на Матю Уайнър. Премиерата му е на 19 юли 2007 г. и е продуциран от Lionsgate Television. Седмият и последен сезон съдържа 14 епизода, разделени на две части, които се излъчват съответно в началото на 2014 и 2015 г. Първата половина от седми сезон започва на 13 април 2014 г., а втората започва на 5 април 2015 г.
Сериалът се развива през 60-те години на 20 век и се върти около фиктивната рекламна агенция Стърлинг Купър (по-късно Стърлинг Купър и партньори) на Медисън авеню в Ню Йорк. Според първия епизод фразата mad men е сленг, датиращ от 50-те години, с който са се наричали рекламодателите, работещи на Медисън авеню. В основата на поредицата са творческият директор Дон Дрейпър (Джон Хам) и хората в живота му, както в офиса, така и извън него. Сюжетът се фокусира върху бизнеса на агенциите и живота на персонажите, често отразявайки смяната на настроения и променящите се социални норми в Съединените щати през 60-те.
„Момчетата от Медисън авеню“ получава множество позитивни възгласи от критиката, отчасти заради историческата си автентичност, визуалния стил, дизайна на облеклата, актьорската игра, сценариите и режисурата. Печели редица награди, измежду които петнайсет награди Еми и четири Златни глобуса. Това е първият сериал, излъчващ се по кабелна телевизия, който печели Еми за Най-добър драматичен сериал, печелейки четири пъти подред. През 2013 г. TV Guide го поставя на шесто място в класацията си за най-добрите драматични поредици за всички времена, а Американската гилдия на сценаристите го поставя на седмо място в списъка си на сериали с най-добър сценарий за всички времена.

## „Момчетата от Медисън авеню“ в България
В България сериалът започва на 21 януари 2008 г. по Fox Life, всеки понеделник от 22:00. Втори сезон започва на 20 ноември 2008 г., всеки четвъртък от 21:00. Трети сезон започва на 24 декември 2009 г., всеки четвъртък от 21:55. Дублажът е на студио Доли.
На 26 ноември 2012 г. започва и по БНТ 1, всеки понеделник, сряда и четвъртък от 21:00. Първи сезон завършва на 9 януари 2013 г. На 10 януари започва втори сезон и приключва на 12 февруари. На 14 февруари започва трети сезон и приключва на 3 април. На 18 септември започва четвърти сезон, всяка сряда от 20:55 и завършва на 11 декември. През 2014 г. е излъчен пети сезон. На 19 април 2016 г. започва шести сезон, всеки понеделник, вторник и петък от 22:05 (с едно изключение в четвъртък) и приключва на 3 юни. На 27 юни започва седми сезон със същото разписание и завършва на 29 юли. Дублажът е записан наново с различен актьорски състав.
На 14 април 2013 г. започва повторно по БНТ 2 и до 7 декември са излъчени първите четири сезона. През декември 2016 започва шести сезон, а след него на 30 декември започва и седми.
На 8 септември 2014 започва и по БНТ HD.
В дублажа на студио Доли ролите се озвучават от артистите Ирина Маринова, Лина Шишкова, Веселин Ранков, Владимир Колев и Тодор Николов. В дублажа на БНТ се озвучават от Даниела Йорданова, Стефани Рачева, Симеон Владов, Илиян Пенев, Росен Плосков и Александър Воронов.